# 사사마촌 (시즈오카현)
사사마촌(일본어: 笹間村)은 일본 시즈오카현 시다군에 있던 촌이다.

## 역사
- 1889년 10월 1일 - 시다군 2개의 촌이 합병해 사사마촌이 성립하였다.
- 1955년 2월 16일 - 하이바라군 시모카와네촌에 편입해, 동일 사사마촌은 폐지되었다.
  - 4월 1일 - 사사마시타의 일부(사사마가와 지류의 오히라가와, 이쿠미가와 지류의 오모리사와 유역의 촌)를 시마다시로 분할 편입되었다.
- 2008년 4월 1일 - 가와네정이 시마다시에 편입되었다.

(사사마카미, 사사마시타는 시마다시 가와네초 사사마카미, 시마다시 가와네초 사사마시타로, 사사마시타카미카와치는 시마다시 가와네초 카미카와치로 지명이 변경되었다.)